# WeLovEya Festival
Le WeLovEya Festival est un événement consacré aux musiques urbaines et à l'afrobeat, organisé à Cotonou, au Bénin, depuis 2022. Il s'agit du plus grand festival de musique urbaine et afrobeat du pays, se tenant chaque année à la fin du mois de décembre. Il s'agit d'une initiative de Lionel Talon, promoteur du Centre culturel et sportif Eya, et fils du président de la République du Bénin.

## Objectifs
Le WeLovEya Festival vise à promouvoir les musiques urbaines et l'afrobeat, tout en valorisant les talents locaux et internationaux. Au-delà de la célébration de la culture et de la musique, il s’inscrit dans une démarche sociale en soutenant des initiatives communautaires, notamment la création de centres culturels et sportifs Eya, conçus pour offrir des opportunités aux jeunes et favoriser leur développement.

## Première édition
La première édition du WeLovEya Festival s'est déroulée en 2022 à Cotonou, réunissant des artistes locaux tels que Blaaz, Faty, Sima, Manzor, Nikanor, Sessimè, Vano Baby, Bobo Wê, Togbè Yeton, Bax Côté, X-Time, Kardinal Ricky, et Pamchito. Cette édition a également accueilli des artistes internationaux, notamment Niska (France), Bella Shmurda (Nigeria), Mula (Côte d’Ivoire), Naira Marley (Nigeria), Tiakola (France), Rema (Nigeria), Zinoleesky (Nigeria), Didi B (Côte d’Ivoire), Ya Levis (RDC), Ronisia (France), DJ Lucky (France), et Naza (France),,.

## Deuxième édition
La deuxième édition du WeLovEya Festival a eu lieu les 27 et 28 décembre 2023 à la Place de l'Amazone à Cotonou. Parmi les artistes phares de l'événement, on retrouve Asake, Gims, Davido, Dadju, Zlatan, Fally Ipupa, Toofan, Queen Fumi et Roseline Layo,.

## Troisième édition
Lors de la troisième édition des 27 et 28 décembre 2024, de nombreux artistes ont marqué l'événement, tels que Ninho, Franglish, Jungeli, Vegedream, Fanicko, Shallipopi, Dadju, Tayc, Dibi Dobo, Innoss'B, Chiley, Odumodubl VCK, Omah Lay, ainsi que  d'Almok, Kiko, Paki Chenzu et Conii Gangster. D'autres talents tels que Roseline Layo, Emaa’a, Joé Dwèt Filé, Nikanor, Simi, X-Time, Conex et Don, Ghix, Faty, Djo, Opa, Le Renoi, T-Gang, Naxo, Didi Soddy, Credo, Ayanne Queen, Tiakola, Bobo Wè, Dorty, Minz, Rema et TXC ont également pris part à l'événement,.